# Jon Elster
Jon Elster (1940) es un filòsof i polític noruec que ha publicat treballs sobre filosofia de les ciències socials i teoria de l'elecció racional. És membre destacat del marxisme analític i un crític de l'economia neoclàssica i de la teoria de l'elecció pública, basant-se per això en consideracions comportamentals i psicològiques.
Va ser membre de l'anomenat Grup Setembre (format, entre d'altres, per G.A. Cohen, John Roemer, Adam Przeworski, Erik Olin Wright, Philippe van Paris i Robert-Jan van der Veen). Ha ensenyat a la Universitat d'Oslo, en el departament d'història, i obtingué una càtedra a la Universitat de Chicago, on ensenyà en els departaments de filosofia i de ciència política. En l'actualitat és professor Robert K. Merton de Ciències Socials amb especialitat en ciència política i filosofia a la Universitat de Colúmbia, així com professor titular en el Col·legi de França.

## Biografia
Elster va obtenir el seu doctorat a la Sorbona amb una tesi sobre Karl Marx sota la direcció de Raymond Aron el 1972. El 1975 va ser professor adjunt a la Universitat d'Oslo, amb una designació conjunta pels departaments de filosofia i Història. Més tard va ser professor convidat a Berkeley, Stanford i en el departament de ciències polítiques de la Universitat de Chicago. Finalment, el 1984 es va fer càrrec d'una càtedra a l'esmentada Universitat. A més, el 2009 rebé el títol de doctor honoris causa por la Universitat Nacional de Colòmbia i el 2010, rebé el doctorat honoris causa por la UniversiTat Torcuato Di Tella (Buenos Aires). També és doctor honoris causa per les universitats de València, Estocolm, Oslo, Trondheim (NTNU) i Louvain-la-Neuve.

## Alquímies de la ment
Elster ens proposa una particular explicació dels fenòmens causals en ciències socials. El mecanisme, entès com un microfonament que condiciona els fenòmens socials, està estretament relacionat amb l'individualisme metodològic i, per tant, amb la idea que aquests fenòmens poden ser explicats en funció dels individus i el seu comportament. El mecanisme s'entén com el contrari a una llei científica inamovible (si A, sempre B). Si la llei científica assegura una causa-efecte, el mecanisme sorgeix per explicar aquells fenòmens que a vegades poden variar en funció de qualque altre factor, com la creença d'una persona segons el fenomen (si A, a vegades B). El mecanisme s'utilitza quan les generalitzacions s'esbuquen.
Elster es fa servir de diversos autors (Tocqueville, Montaigne), detectant a les seves obres una sèrie de mecanismes que serveixen d'engranatge i alhora de configuració de les seves teories. Per mostrar l'abast de la seva eina conceptual, l'autor diferencia un seguit de mecanismes, tenint en compte si aquests poden ser descomposts en parts encara més simples o no:
mecanismes elementals o atòmics (no poden ser descomposts)
mecanismes moleculars (fenòmens psíquics i socials complexos)
El mecanisme com eina conceptual, ofereix una visió antagònica al funcionalisme i a la societat entesa com un sistema, sobre tot en Parsons, no tant en Merton, ja que aquest deixa una porta oberta. Si segons Parsons, tota societat és harmònica, i així s'explica el seu funcionament, per a Elster l'individu, a través de les seves creences o el seu estat psíquic, és capaç d'erigir-se en la peça de l'engranatge que sabotegi allò que la ciència, i el funcionalisme, s'obstinen en fer inamovible.
Ens serveix l'exemple de la teoria de l'oferta i la demanda i maximització de la utilitat. Aquesta en el moment en què apareix l'axioma del consum sobre la base de la tradició, es desmunta, como demostrà Gary Becker.

## Obres
- Leibniz et la formation de l'esprit capitaliste (Paris, 1975) ISBN 2-7007-0018-X
- Leibniz and the development of economic rationality (Oslo, 1975)
- Logic and Society (New York, 1978)
- Ulysses and the Sirens (Cambridge, 1979)
- Sour Grapes: Studies in the Subversion of Rationality (Cambridge, 1983)
- Explaining Technical Change : a Case Study in the Philosophy of Science (Oslo, 1983)
- Making Sense of Marx (Cambridge, 1985)
- An Introduction to Karl Marx (Cambridge, 1986)
- Nuts and Bolts for the Social Sciences (Cambridge, UK, 1989) (Trad. castellana: Tuercas y tornillos. Una introducción a los conceptos básicos de las ciencias sociales, Barcelona, Gedisa, 1991)
- Local Justice. Justicia Local (1992) ISBN 84-7432-543-9 Editorial Gedisa
- Strong Feelings: Emotion, Addiction, and Human Behavior The Jean Nicod Lectures. (MIT press, 1997)
- El cemento de la sociedad: las paradojas del orden social (Gedisa, 1997)
- Alchemies of the Mind: Rationality and the Emotions (Cambridge, 1999)
- Ulysses Unbound: Studies in Rationality, Precommitment, and Constraints (Cambridge, 2002)
- Closing the Books: Transitional Justice in Historical Perspective (Cambridge, 2004) (Trad. castellana: Rendición de cuentas. La justicia transicional en perspectiva histórica, Buenos Aires/Madrid, Katz editores S.A, 2007, ISBN 84-935187-5-1)
- Explaining Social Behavior: More Nuts and Bolts for the Social Sciences (Cambridge, 2007) (Trad. castellana: La explicación del comportamiento social. Más tuercas y tornillos para las ciencias sociales, México, Gedisa, 2010)